# Mirpur Turk
Mirpur Turk is een census town in het district Noordoost-Delhi van het Indiase unieterritorium Delhi.

## Demografie
Volgens de Indiase volkstelling van 2001 wonen er 28.257 mensen in Mirpur Turk, waarvan 54% mannelijk en 46% vrouwelijk is. De plaats heeft een alfabetiseringsgraad van 63%.